# Një djep në barrikadë
Një djep në barrikadë (en vagga i barrikaden; med de alternativa titlarna Barikadat e lirisë och Një jemi komunistë) är en låt på albanska framförd av Marina Grabovari. Med låten deltog Grabovari i Festivali i Këngës 1982. 
Med låten ställde Grabovari upp i den 21:a upplagan av Festivali i Këngës som hölls i Opera- och baletteatern i Tirana. I finalen i december lyckades Grabovari vinna tävlingen med låten.